# Burgrest Edelmannshof
Der Burgrest Edelmannshof ist eine abgegangene Burg im Dorf Rappach der Gemeinde Bretzfeld im Hohenlohekreis in Baden-Württemberg.
Die Burg wurde mit den Herren von Rappach 1215 erstmals erwähnt. Die Burganlage, von der heute noch geringe Wall- und Grabenreste erhalten sind, war von einem Wassergraben umgeben und wurde bereits 1341 als „Burgstadel“ bezeichnet. Das heutige Hofgut Edelmannshof befindet sich in etwa an der Burgstelle.